# John Halsted
Pour les articles homonymes, voir Halsted.
John Halsted, né en 1768 à Gosport et mort le 2 novembre 1830 à Exeter, est un officier de la Royal Navy.
Il a participé à la guerre d'indépendance des États-Unis, aux guerres de la Révolution française et aux guerres napoléoniennes.
Son frère est Lawrence Halsted.